# Oreoneta tatrica
Oreoneta tatrica är en spindelart som först beskrevs av Kulczynski 1915.  Oreoneta tatrica ingår i släktet Oreoneta och familjen täckvävarspindlar. Arten har ej påträffats i Sverige. Inga underarter finns listade i Catalogue of Life.